# Estilo manuelino

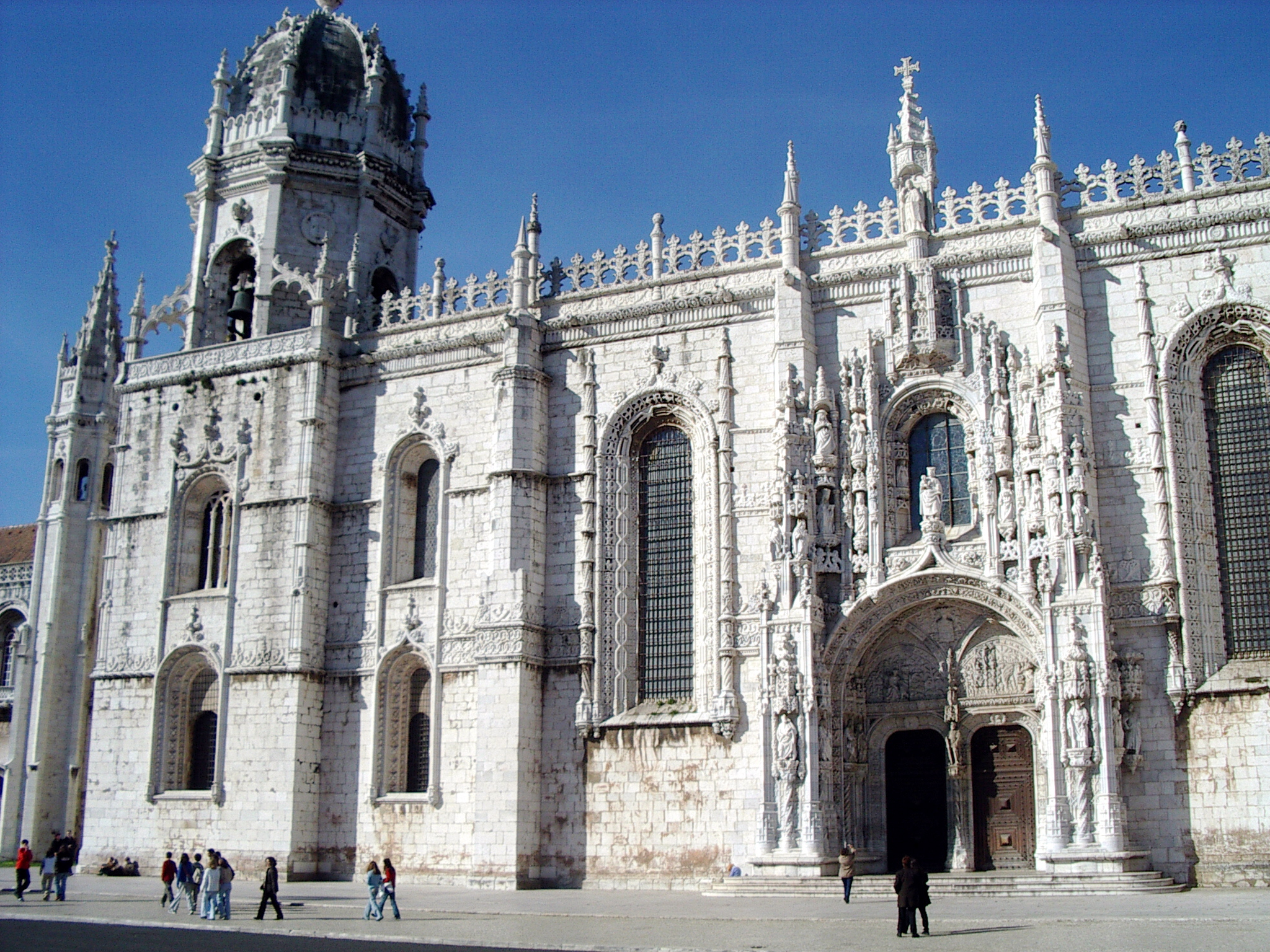
Mosteiro dos Jerónimos em Belém, exemplo mais emblemático da arquitectura manuelina, encomendado pelo rei D. Manuel I pouco depois de Vasco da Gama ter regressado da Índia, em 1502, Santa Maria de Belém, Lisboa. O Mosteiro dos Jerónimos integra elementos arquitetónicos do gótico final e do renascimento, associando-lhes uma simbologia régia, cristológica e naturalista, que a torna única.

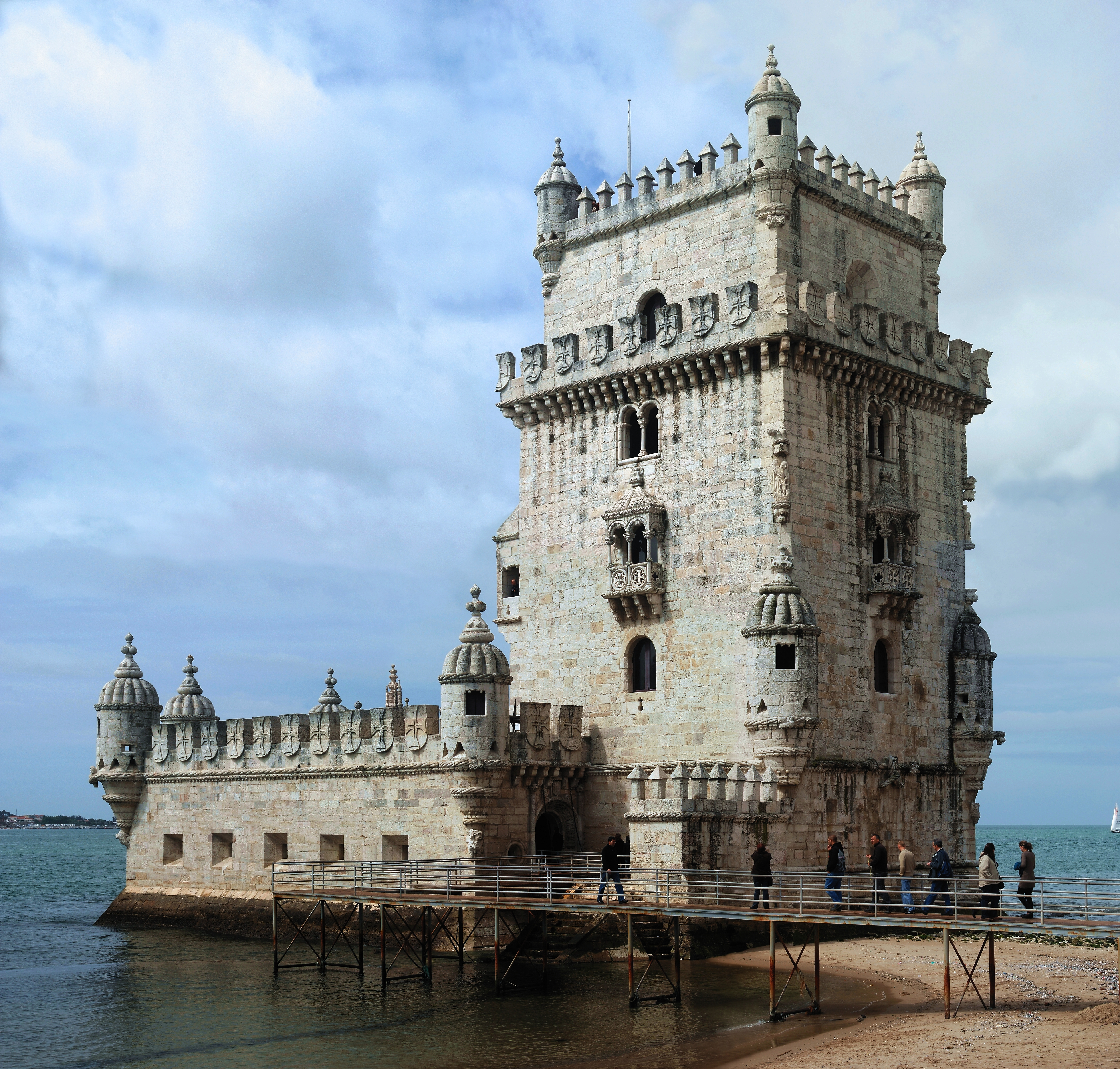
A Torre de Belém em Lisboa é um dos exemplos mais representativos do estilo manuelino.

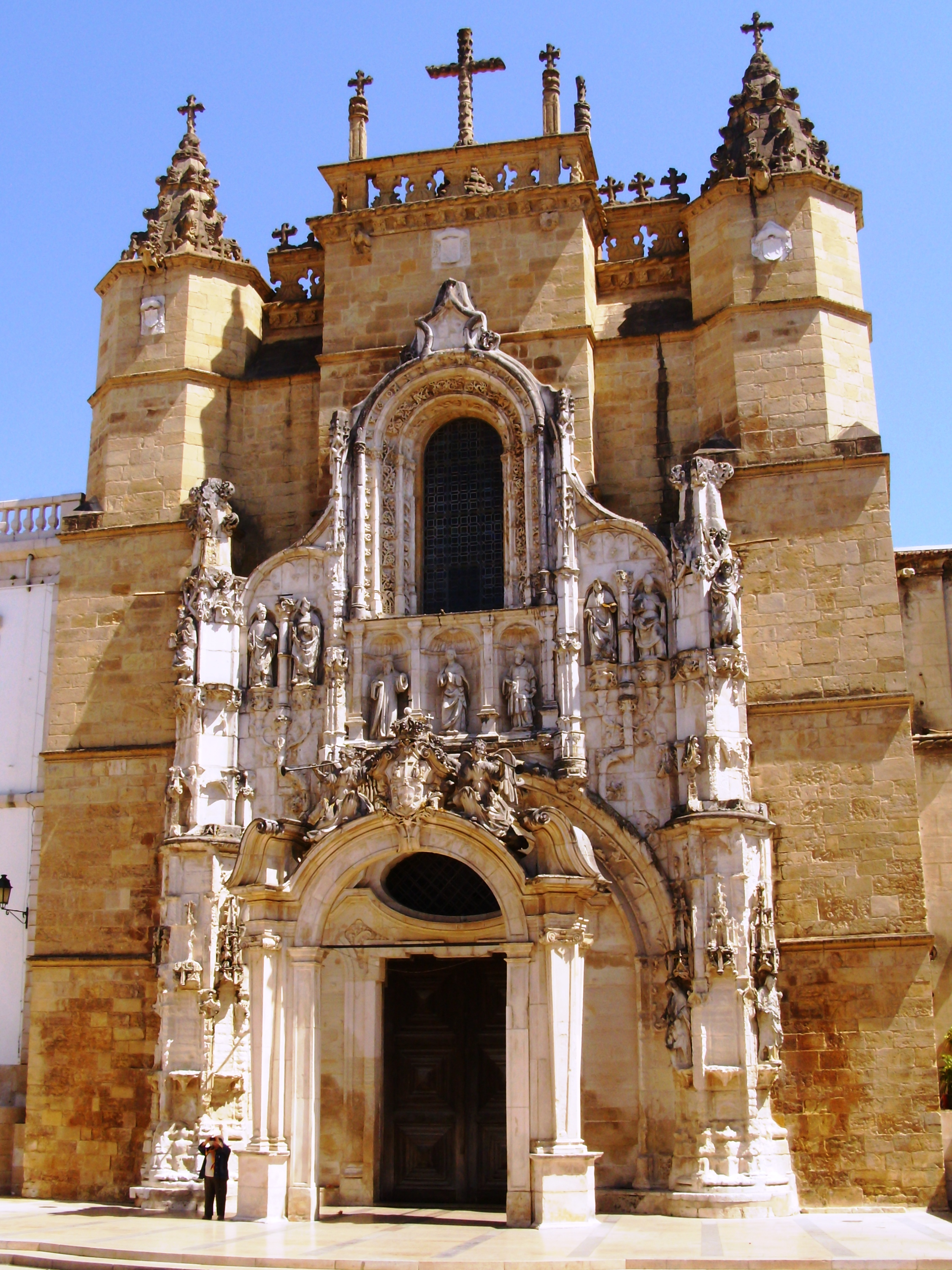
Fachada do Mosteiro de Santa Cruz, fundado em 1131. Em 1507, o rei Manuel I ordenou uma extensa reforma

O Estilo manuelino, por vezes também chamado de gótico português tardio ou flamejante, é um estilo decorativo, escultórico e de arte móvel que se desenvolveu no reinado de D. Manuel I e prosseguiu até e após a sua morte, ainda que já existisse desde o reinado de D. João II. É uma variação portuguesa do Gótico final, bem como da arte luso-mourisca ou arte mudéjar, marcada por uma sistematização de motivos iconográficos próprios, de grande porte, simbolizando o poder régio. Incorporou, mais tarde, ornamentações do Renascimento italiano. O termo "Manuelino" foi criado por Francisco Adolfo Varnhagen na sua Notícia Histórica e Descriptiva do Mosteiro de Belém, de 1842. O Estilo desenvolveu-se numa época propícia da economia portuguesa e deixou marcas em todo o território nacional.
O estilo traz poucas inovações estruturais, sendo basicamente ornamental. Sobre uma base gótica flamejante, sobrepõem-se elementos renascentistas e influências orientais, com uma ornamentação densa que torna muito abundantes os motivos decorativos, principalmente náuticos e heráldicos. Por isso, os edifícios do estilo gótico elisabetano apresentam decoração manuelina, como é o caso da basílica de Santa Maria Maior de Pontevedra, onde se destacam os brasões tipicamente manuelinos.

## Características

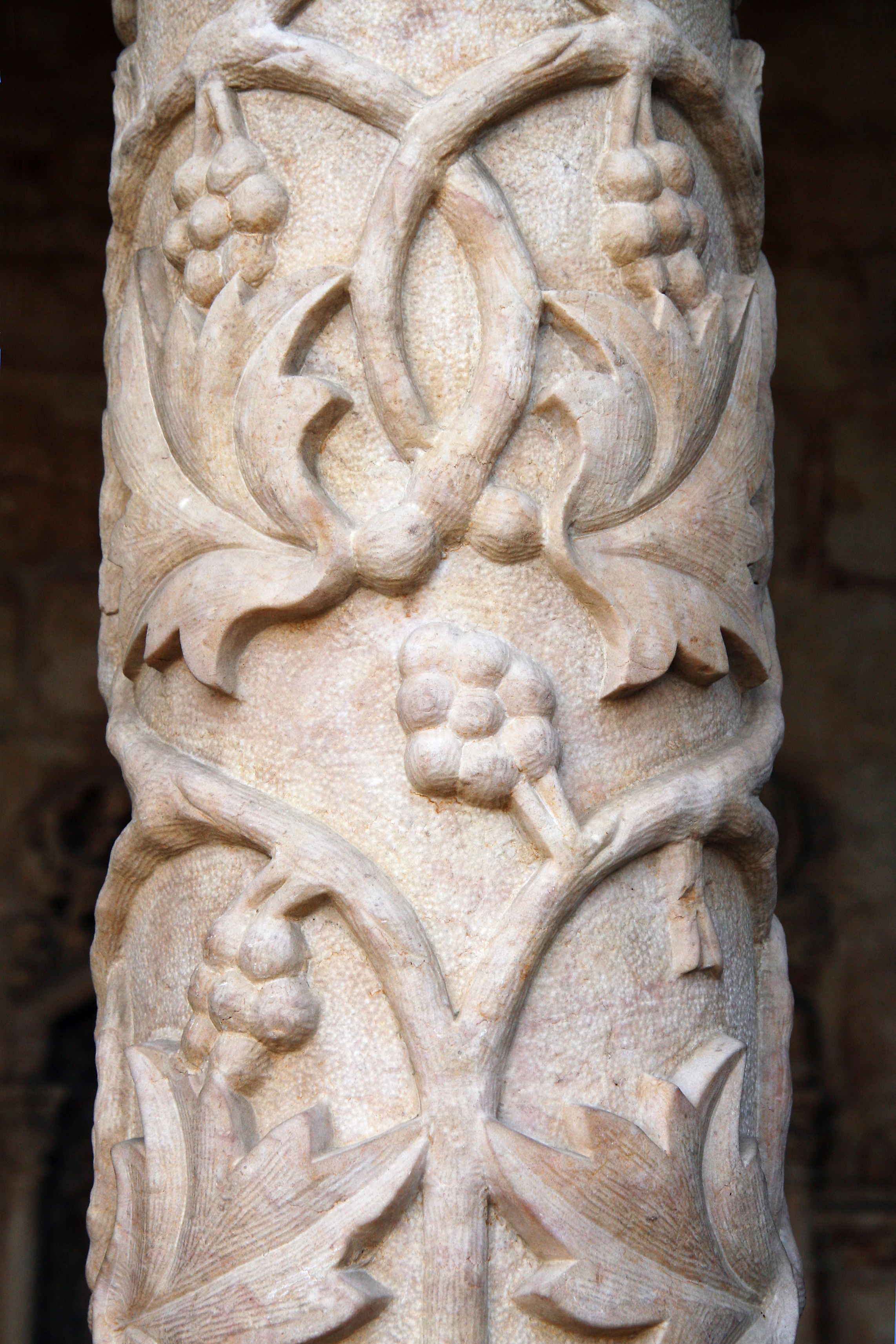
Coluna no Claustro do Mosteiro dos Jerónimos

A característica dominante do Manuelino é a exuberância de formas e uma forte interpretação naturalista-simbólica de temas originais, eruditos ou tradicionais. A janela, tanto em edifícios religiosos como seculares, é um dos elementos arquitectónicos onde melhor se pode observar este estilo. Estes motivos aparecem em construções, pelourinhos, túmulos ou mesmo peças artísticas, como em ourivesaria, de que a Custódia de Belém é um exemplo.
O conjunto decorativo de um elemento escultórico manuelino apresenta-se quase sempre como um discurso de pedra, onde diversos elementos e referências se cruzam (pansemiose - ou "todos os significados"), como o simbolismo cristão, a alquimia, a tradição popular, etc. O contexto tanto pode ser moralizante, como alegórico, jocoso (quando se aponta o dedo aos defeitos humanos ou a pormenores obscenos, como a referência sexual numa gárgula exterior à capela de São Nicolau, em Guimarães), esotérico ou, simplesmente, propagandístico em relação ao poder imperial de D. Manuel I. Note-se que esta simbologia está também muito ligada à heráldica.
Os motivos mais frequentes da arquitectura manuelina são a esfera armilar, conferida como divisa por D. João II ao seu primo e cunhado, futuro rei D. Manuel I, mais tarde, interpretada como sinal de um desígnio divino para o reinado de D. Manuel, a Cruz da Ordem de Cristo e elementos naturalistas: Corais, Algas, Alcachofras, Pinhas, animais vários e elementos fantásticos: Ouroboros, Sereias, gárgulas.

### Simbolismo

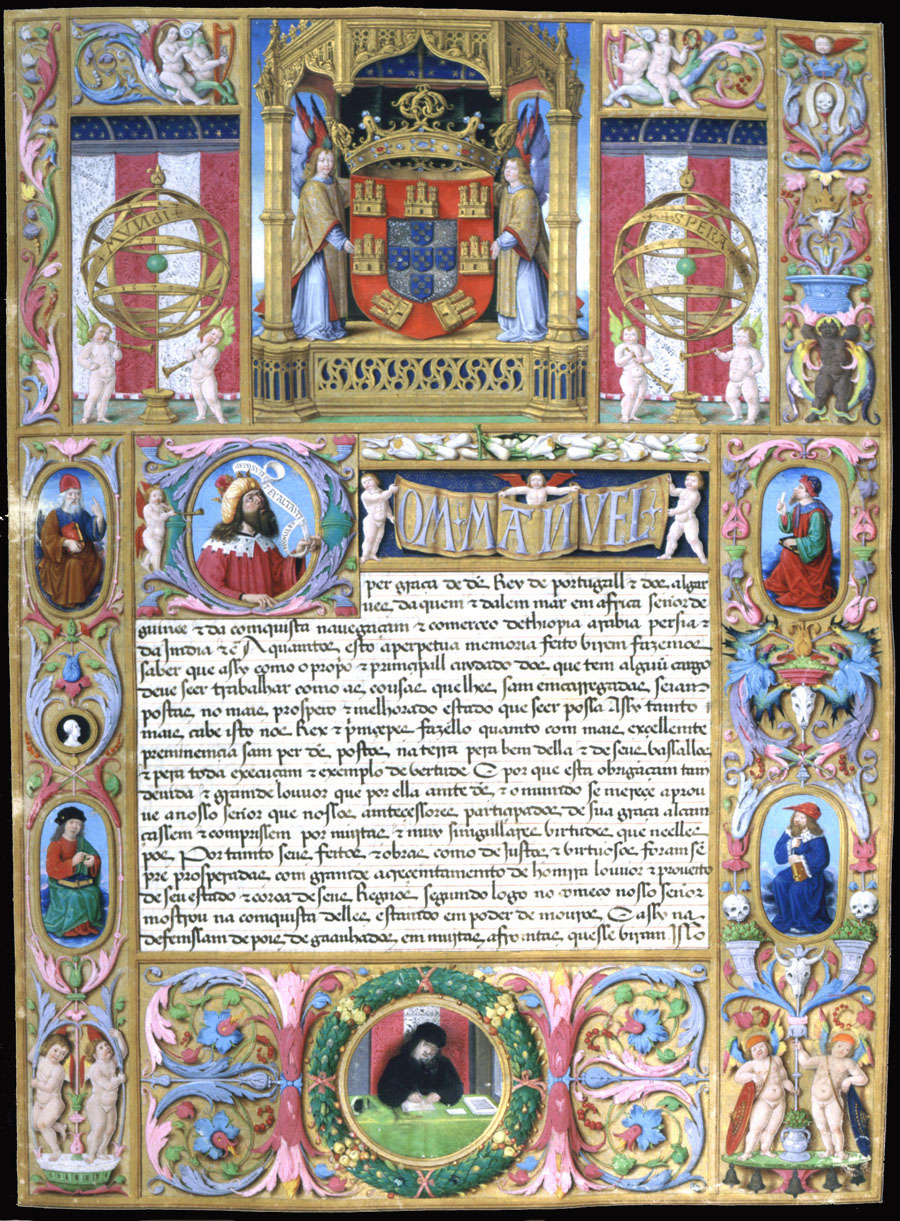
Iluminura do período manuelino do Livro 3 Místicos, Torre do Tombo

O "discurso" artístico presente no estilo manuelino, ainda que tenha começado a ser construído ainda antes do reinado de D. Manuel, teve uma influência considerável da própria personalidade do monarca, das suas aspirações no contexto mundial, em especial o projecto de uma cruzada que unificaria o mundo cristão do ocidente com o mítico reino Cristão oriental do Preste João, tornando-o o "Rei dos Mares" (e foi, de facto, assim designado por diversos autores estrangeiros).
O estilo manuelino transmite em grande parte estas aspirações messiânicas de um rei cuja ascensão ao poder foi, no mínimo insólita, depois da morte seguida de outros herdeiros directos ao trono (como o príncipe D. Afonso e o seu irmão, D. Diogo, assassinado). No entanto, desde a interpretação dada à expressão "Spera Mundi", na esfera armilar, que lhe fora concedida como divisa, até à interpretação do seu próprio nome, Emanuel ("Deus connosco", em hebraico), dado por sua mãe quando este nasceu, após um trabalho de parto longo e doloroso que só terminou quando a procissão do Corpo de Deus passava na rua, vários foram os "sinais" que indicavam que este rei fora o "Escolhido" por Deus para grandes feitos. A própria concepção política deste rei, influenciada pelo seu perceptor Diogo Rebelo e pelo joaquinismo, fê-lo crer que estava destinado a fundar o Quinto Império da Profecia de Daniel.
Estas referências messiânicas e apocalípticas estão também presentes na pintura (como nos frescos das "Casas Pintadas", em Évora e na "Aparição de Cristo à Virgem" de Jorge Afonso).
Um exemplo claro aparece também na representação do rei e da rainha D. Maria, em primeiro plano, no quadro "Fons Vitae", pertencente à Misericórdia do Porto, de pintor anónimo mas segundo alguns de Colijn de Coter, numa cena da crucificação e onde o sangue de Cristo escorre para dentro de um gigantesco Graal.

### Principais autores
No Norte de Portugal, os principais autores deste estilo, provenientes do reino da Galiza ou de Biscaia, foram Tomé de Tolosa, Francisco Fial e Pêro Galego , que participaram na criação da Igreja Matriz de Caminha, bem como João de Vargas e João de Parmenes, que trabalharam juntamente com o português João Lopes na Sé de Lamego. O cantábrico João de Castilho, responsável pela Galilé e pela capela-mor da Sé de Braga, também deixou a sua marca no Mosteiro dos Jerónimos, onde avulta a figura de Diogo Boitaca, criador do Mosteiro de Jesus de Setúbal. Além de Boitaca, o centro de Portugal conta também com a obra notável de Mateus Fernandes, bem representada no portal das Capelas Imperfeitas, no Mosteiro da Batalha.
Fala-se ainda de um "Manuelino de segunda geração", após o recrudescimento económico em Portugal, em consequência das Descobertas. Castilho, Boitaca e os irmãos Francisco e Diogo de Arruda, que desenharam a Torre de Belém, são os seus principais representantes.
Há ainda a referir os nomes de Manuel Pires, João Favacho, Pêro e Filipe Rodrigues, Álvaro Rodrigues, André Pires e Diogo Pires, o Moço, entre outros.

### Desenvolvimento
O estilo manuelino foi particularmente implantado nas grandes abadias medievais recém-construídas , e em particular na Batalha, albergando o panteão funerário da dinastia de Avis. A Batalha era então considerada o centro indiscutível da arte nacional, e foi desta cidade que surgiu toda uma geração de arquitectos e escultores que espalharam o estilo manuelino por todo o país. Diogo Boitaca, mestre das obras régias de 1490 a 1522, foi o responsável pela continuação da construção do Claustro Real da Batalha, nomeadamente produziu o complexo rendilhado que adorna os vãos do claustro. O Mosteiro dos Jerónimos, em grande parte devido a Boitaca, constitui uma das mais eloquentes obras manuelinas, tendo a Torre de Belém sido contruída muito mais distante daí. O pai Mateus Fernandes fez o grande portal da rotunda funerária da Batalha, enquanto a rotunda dos Templários de Tomar foi construída segundo planos de Diogo de Arruda. O seu irmão mais novo, Francisco, concluiu a Torre de Belém em 1514. João de Castilho foi finalmente o último mestre manuelino e concluiu o claustro de Belém com o arquitecto Lourenço Fernandes. De Castilho também concluiu grandes edifícios monásticos em Tomar, bem depois da morte de Manuel I. O estilo manuelino floresceu também em Coimbra, Évora , Sintra e Beja, sem esquecer Viseu, Setúbal, Viana do Castelo e no Alentejo · .

## A Arquitectura manuelina

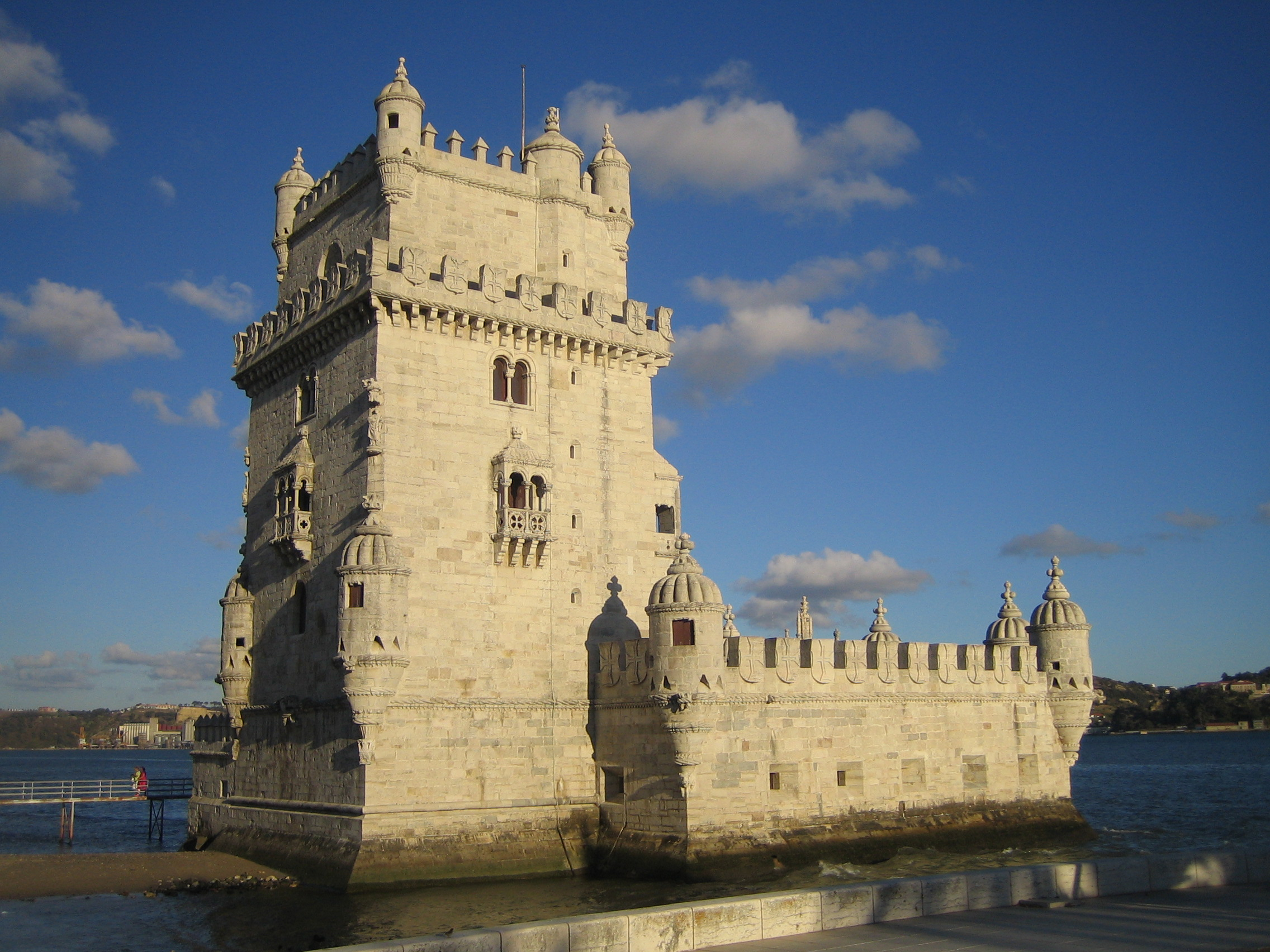
Torre de Belém em Lisboa, iniciada em 1514 no reinado de Manuel I de Portugal (1495-1521), tendo como arquitecto Francisco de Arruda

Esta tendência artística era conhecida, na época, como a variante portuguesa da arquitectura ad modum Yspaniae (ao modo hispânico) que, por sua vez, estava incluída na corrente arquitectónica "ao moderno" - expressão utilizada para o gótico tardio onde também havia a variante, por exemplo, do modo tudesco ou alemão na então nova arquitectura nórdica. Esta corrente opunha-se à arquitectura ao modo antigo ou ao romano.
No seu conjunto, pouco muda relativamente à estrutura formal do gótico alemão e plateresco. O alçado interior das igrejas mantém-se através da orientação este-oeste, da planta, dos sistemas de suporte e cobertura, do cálculo de proporções. As naves da mesma altura, influência das igrejas-salão alemãs, de cinco tramos, ausência de transepto e cabeceiras rectangulares são as principais características diferenciais. Apesar de ser essencialmente ornamental, o Manuelino caracteriza-se também pela aplicação de determinadas fórmulas técnicas da altura, como as abóbadas com nervuras polinervadas a partir de mísulas.
Na componente civil destacam-se os palácios, como o Paço de D. Manuel, em Évora, e solares rurais, como o Solar de Sempre Noiva, em Arraiolos, todos de planta retangular. E na tipologia militar é referência maior o baluarte do Restelo, a Torre de Belém. Um dos primeiros baluartes de artilharia do país, a quebrar a tradição das torres de menagem, a sua planta rectangular sobrepõe-se a uma base poliédrica, que penetram Tejo adentro. A rectangularidade da planta opõe-se à curvilínea da decoração esculpida.

## Escultura e Motivos ornamentais

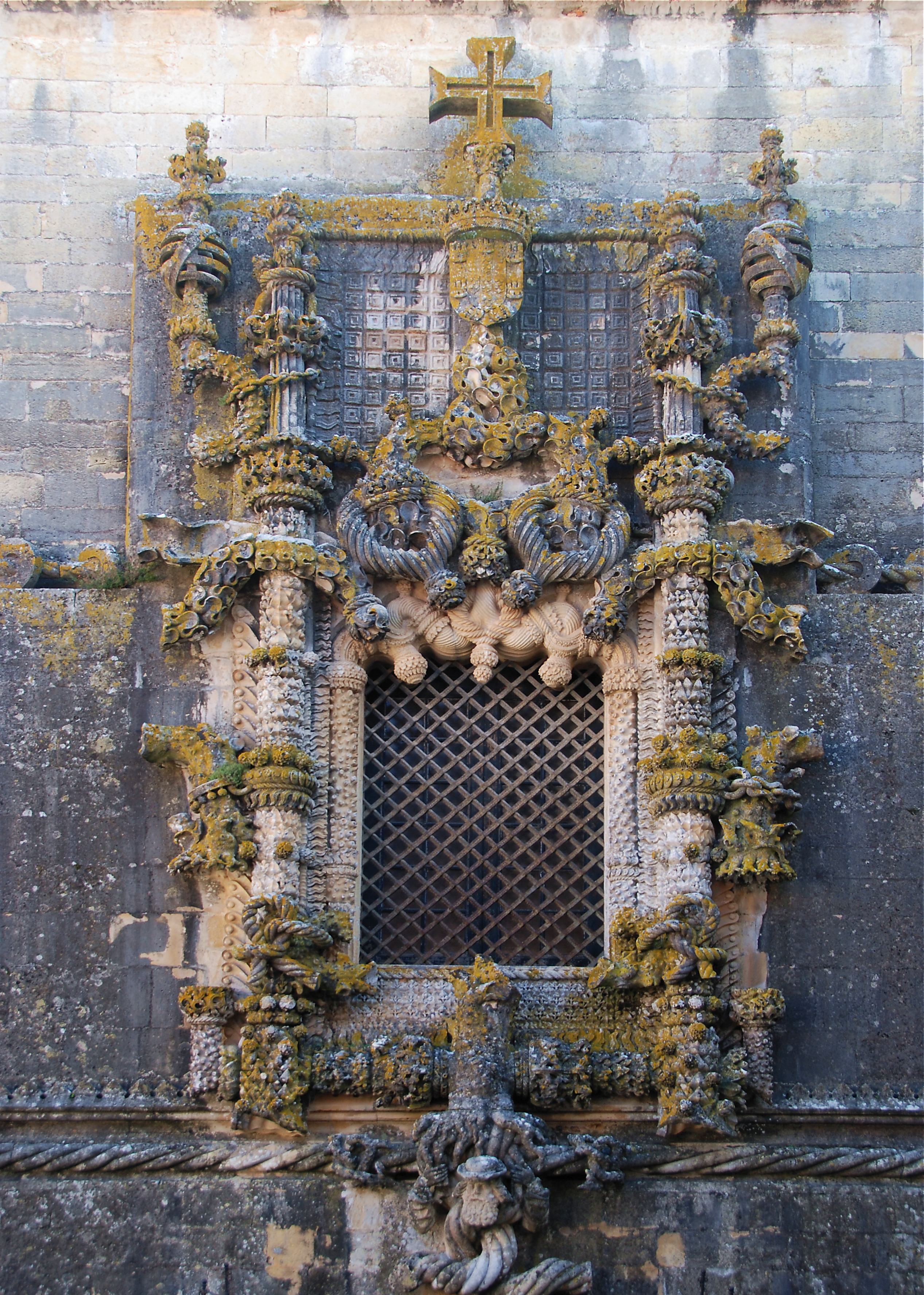
A janela do Capítulo do Convento de Cristo, em Tomar é uma das mais referidas obras neste estilo, do manuelino tardio

Os motivos mais importantes da arquitectura manuelina são:
- Símbolos nacionais:
  - A esfera armilar ("a esfera dos matemáticos" conferida como divisa por D. João II ao seu primo e cunhado, D. Manuel (futuro rei D. Manuel I), que, tendo escrito no meridiano "Spera Mundi" - Esfera do Mundo - foi, mais tarde, interpretada como sinal de um desígnio divino para o reinado de D. Manuel que se apresenta nos motivos artísticos do estilo como "Esperança do Mundo", como também poderia ser interpretada a expressão aí inscrita). Por vezes ostentava também no Zodíaco a sigla em latim do motto pessoal deste rei: Manuel Orbis Rex Est (MORE) ou Manuel Rex Orbis Est (MROE);
  - A Cruz da Ordem de Cristo;
  - Escudo nacional.

- Elementos naturalistas:
  - Corais;
  - Algas;
  - Guizeiras;
  - Árvores secas. Aparecem também no gótico final da Europa Central, usando-se o termo "astwerk" para descrever a sua utilização - são, portanto, um elemento característico do tardo-gótico e remetem para a estética franciscana, de cariz marcadamente naturalista e austera. Por outro lado, é um elemento que foi utilizado pelos detractores do gótico que consideravam o estilo bárbaro e primitivo - estéril como uma árvore seca. As suas raízes e troncos nodosos têm presença notável no Mosteiro de Alcobaça, na janela do Capítulo de Tomar, sobre o busto fundeiro; na Igreja de Vilar de Frades ou no Paço de Sintra;
  - Alcachofras (símbolo da regeneração e da ressurreição - sendo por isso queimada nos festejos de São João, esperando que volte a reverdecer);
  - Folhas de loureiro, como no Claustro de D. João I, no Mosteiro da Batalha;
  - Romãs (como nas portas laterais da Igreja Matriz da Golegã - símbolo de fertilidade, pela quantidade extraordinária de sementes que contêm);
  - Folhas de hera;
  - Pinhas (fertilidade e/ou imortalidade - por vezes interpretadas como sendo espigas de milho ou maçarocas) - são visíveis, por exemplo, sobre o portal da Igreja Matriz da Golegã;
  - Caracóis ou conchas de nautilus (como na Igreja da Vestiaria, em Alcobaça; ou na entrada das Capelas Imperfeitas, no Mosteiro da Batalha, simbolizando, talvez, a lentidão dos trabalhos);
  - Animais vários;
  - Putti (crianças).
- Elementos fantásticos:
  - Ouroboros (a serpente que morde a sua própria cauda: símbolo do Universo: a união do princípio e do fim);
  - Sereias (motivo de arte profana, talvez fossem uma referência a várias palavras semelhantes e ao simbolismo associado: serão, ou a altura em que o ciclo produtivo do cardar da lã se realizava, serenata, ritual de namoro ligado ao pecado da carne, tal como em serralho, etc.);
  - Monstros (principalmente as gárgulas, mas também outros, como dragões e animais de boca aberta, devorando o seu próprio corpo);
  - Orelhudos (cabeças com orelhas descomunalmente grandes, como no cadeiral de Santa Cruz de Coimbra);
  - Animais realizando acções humanas, numa perspectiva carnavalesca, como a tocar instrumentos musicais.
- Simbolismo cristão:
  - Cachos de uvas e sarmentos (relacionado com a "Vinha do Senhor" e com a Eucaristia), como em Luz de Tavira;
  - Agnus Dei;
  - Querubins.
- Outros motivos:
  - As cordas entrelaçadas e cabos, fazendo muitas vezes nós, como na Sé de Viseu, na Torre de Belém ou na Casa dos Alpoins, em Coimbra;
  - Redes;
  - Cinturões com grandes fivelas, como no Coro do Convento de Cristo, em Tomar;
  - Meias esferas, como na Igreja da Conceição, em Beja;
  - Pináculos cónicos com cogulhos de formas diversas;
  - Colunas torsas (como no portal da Igreja Matriz da Golegã ou na Sé da Guarda);
  - Correntes, como na arquivolta do portal principal da Casa de Sub-Ripas, em Coimbra;
  - Bustos de personagens históricas;
  - Cabeças de infantes (crianças);
  - Desenhos finos, semelhantes aos das pratas espanholas, suas contemporâneas;
  - Referências à cestaria.

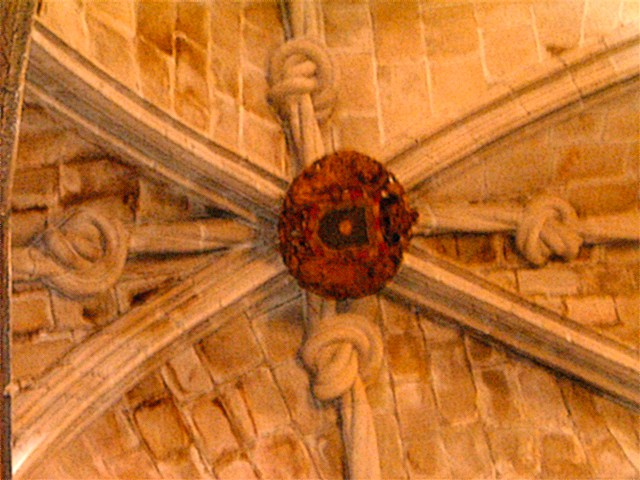
Abóbada dos nós, na Sé de Viseu, de João de Castilho
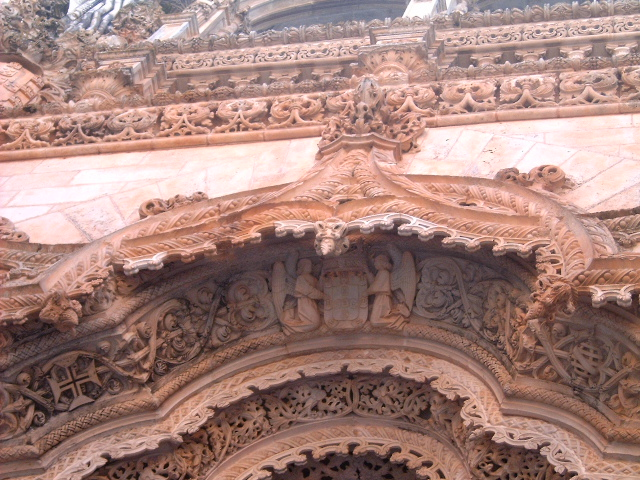
Pormenor do portal das Capelas Imperfeitas, de Mateus Fernandes
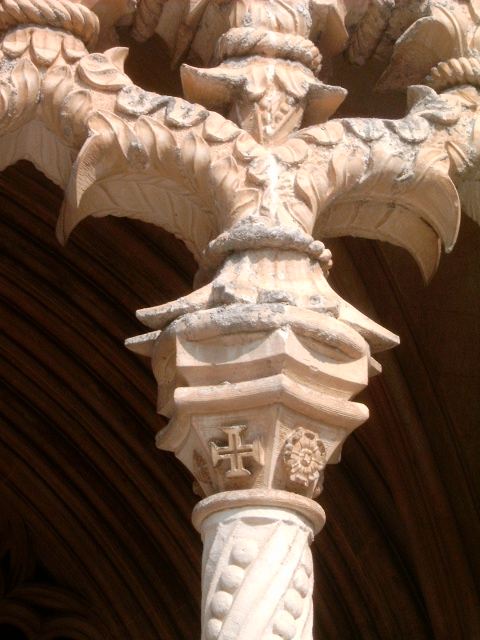
Capitel, no Claustro de D. João I, no Mosteiro da Batalha, onde é visível um dos motivos emblemáticos do estilo manuelino: a Cruz de Cristo
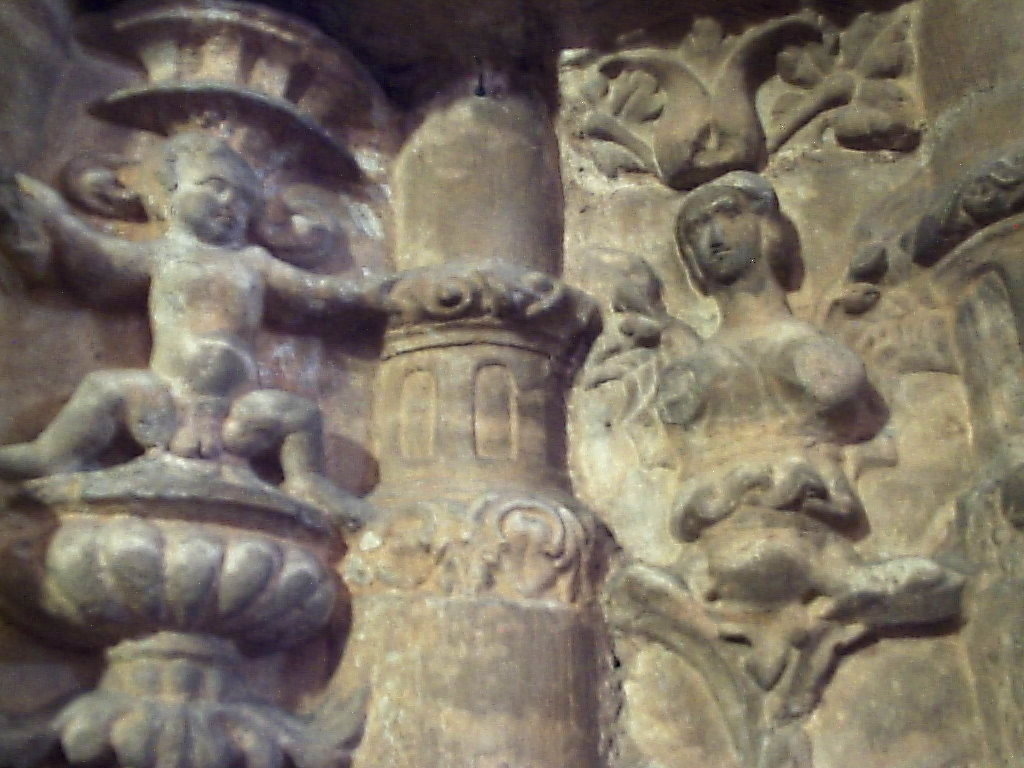
Pormenor de uma coluna no Mosteiro dos Jerónimos
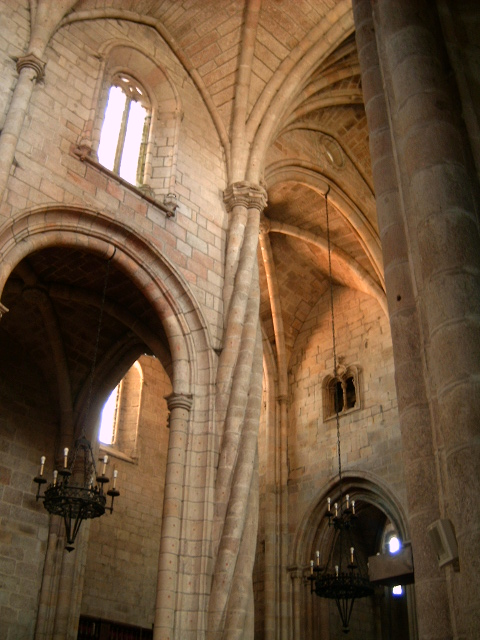
Colunas torsas, típicas do Manuelino, na Sé da Guarda
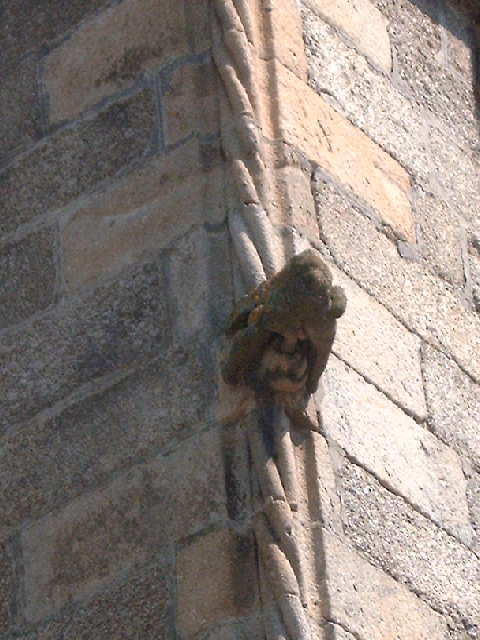
Pormenor da Torre da Colegiada da Oliveira, em Guimarães, onde às cordas esculpidas se associa uma gárgula
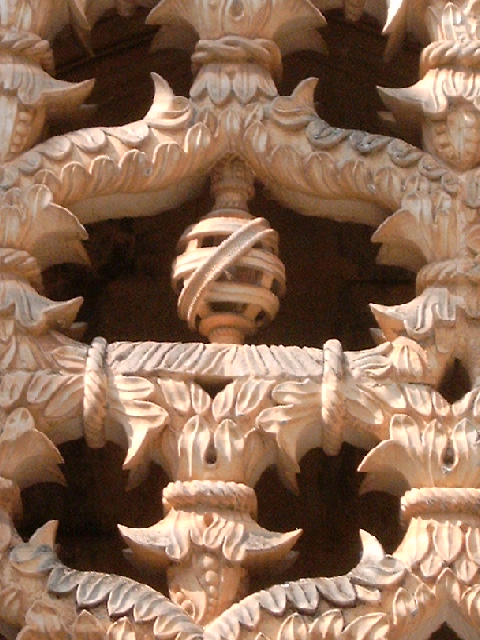
Esfera armilar como elemento ornamental, no Claustro de D. João I, no Mosteiro da Batalha
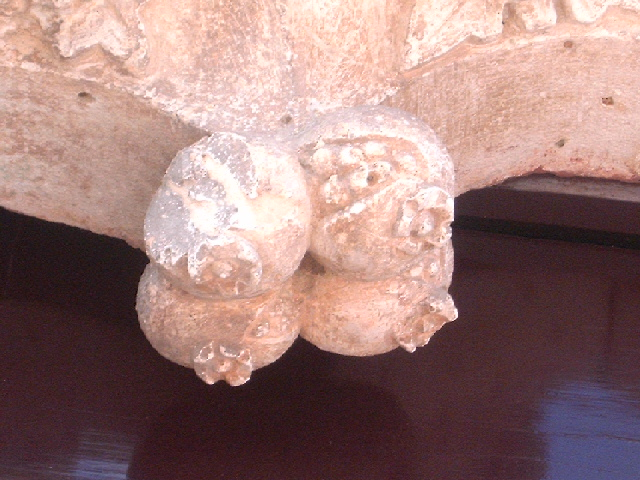
Romãs, símbolo de fertilidade, na porta lateral da Igreja Matriz da Golegã
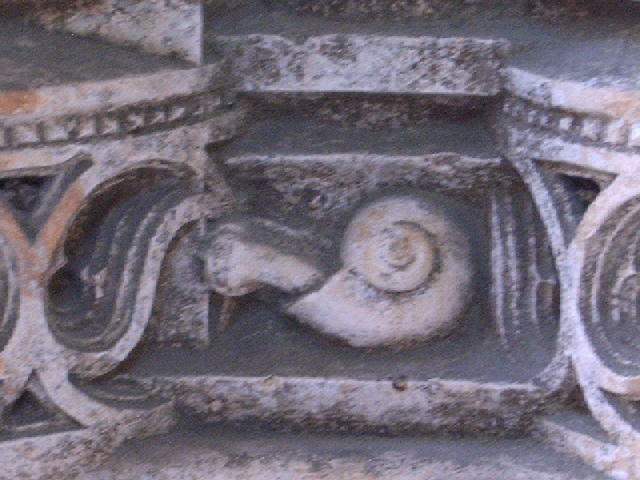
Caracol esculpido no portal das Capelas Imperfeitas, no Mosteiro da Batalha
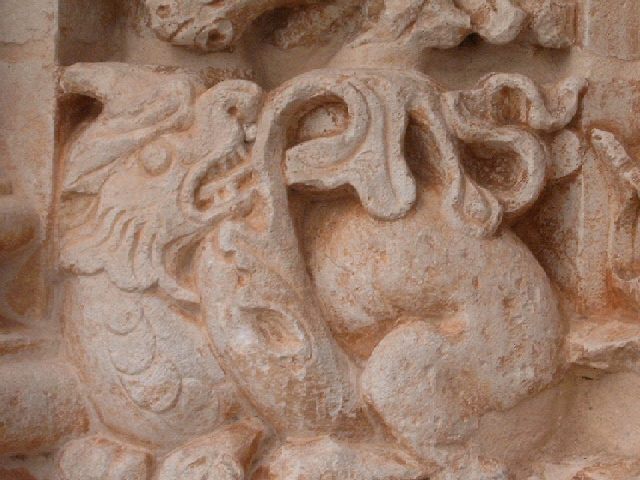
Dragão mordendo a sua própria cauda. Possível referência a Ouroboros

## Obras principais

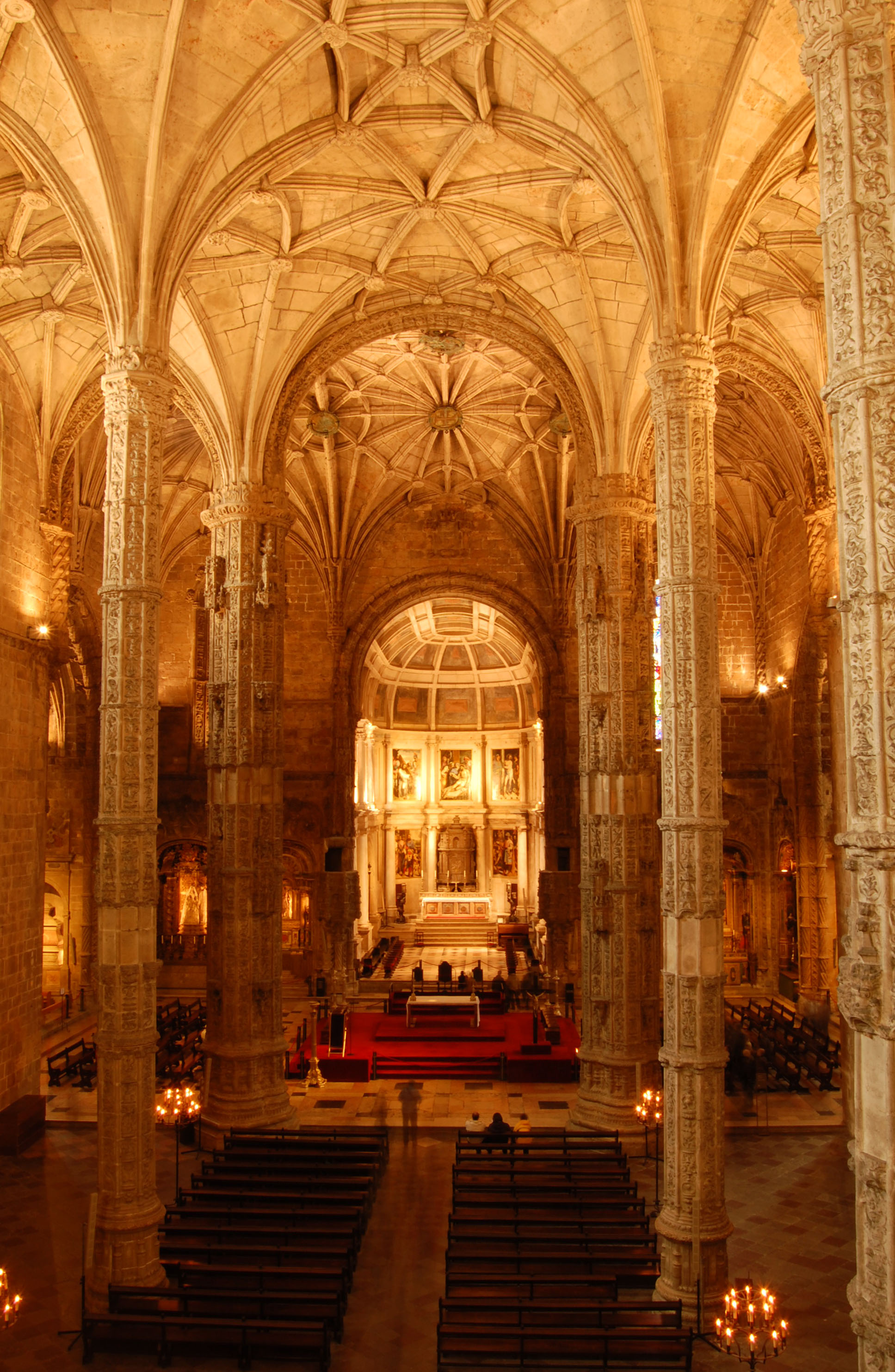
Interior da Igreja dos Jerónimos

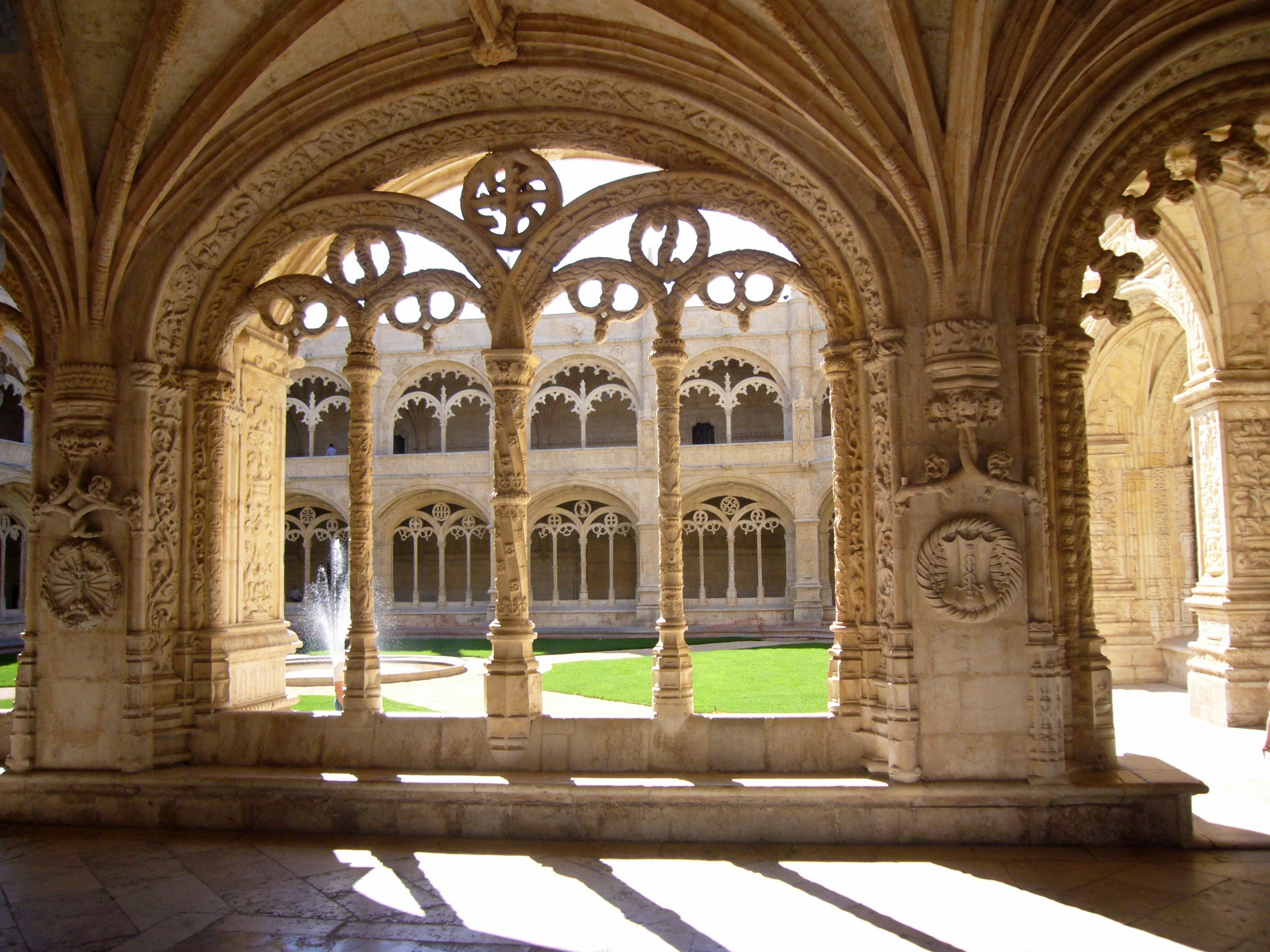
Claustro, Mosteiro dos Jerónimos

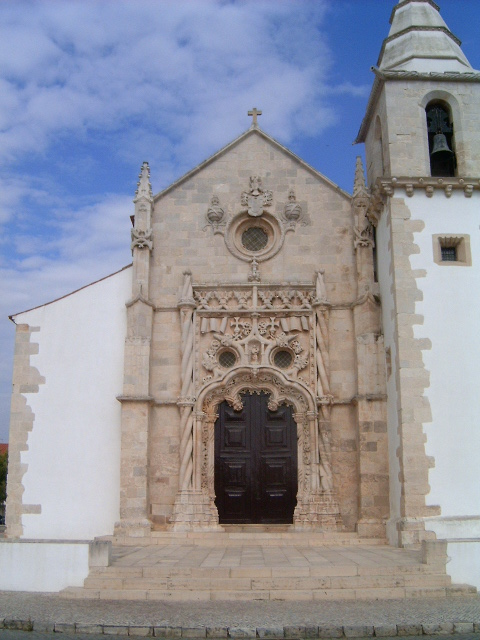
Igreja Matriz da Golegã, cujo portal é um dos mais característicos do manuelino

Entre as obras mais notáveis do manuelino, temos a referir:
- No Norte de Portugal, onde está presente desde o início do século XVI e onde são características dominantes a decoração ao estilo "flamejante" e as Igrejas divididas em três naves:
  - Pelourinho de Arcos de Valdevez;
  - Igreja Matriz de Caminha;
  - Capela Principal da Sé de Braga;
  - Casa e Capela dos Coimbras, em Braga;
  - Igreja Matriz de Vila do Conde;
  - Igreja Matriz de Freixo de Espada à Cinta;
  - Mosteiro de Leça do Balio (pia baptismal).
- No Centro de Portugal:
  - Igreja do Mosteiro de Santa Cruz de Coimbra; (túmulos, igreja, claustro);
  - Sé Nova de Coimbra, (pia baptismal);
  - Capela de São Miguel, Universidade de Coimbra;
  - Sé da Guarda, pilares torsos no interior e entrada lateral;
  - Convento de Cristo de Tomar, onde sobressai a magnífica janela do Capítulo;
  - Igreja de São João Baptista de Tomar;
  - Igreja Matriz da Golegã;
  - Cruzeiro do Cartaxo;
  - Determinadas partes do Mosteiro de Santa Maria da Vitória (ou da Batalha) (património da Humanidade da UNESCO);
  - O arco triunfal da Igreja de Nossa Senhora do Pópulo, em Caldas da Rainha;
  - A sala dos Brasões e janelas no Paço Real de Sintra;
  - Quinta de Ribafria, em Sintra;
  - Mosteiro dos Jerónimos, em Lisboa (património da Humanidade da UNESCO);
  - Torre de Belém, em Lisboa (património da Humanidade da UNESCO);
  - Convento da Madre de Deus, Lisboa;
  - Igreja da Conceição Velha, Lisboa;
  - Portal da Igreja da Madalena, Lisboa;
  - Capela dos Jerónimos, Lisboa;
  - Hospital Real de Todos-os-Santos, Lisboa (destruído no Terramoto de 1755);
  - Igreja do antigo Mosteiro de Jesus, em Setúbal;
  - entrada lateral da Igreja de S. Julião, Setúbal.
- No Sul de Portugal:
  - Igreja de São Francisco, em Évora;
  - Convento dos Loios, Évora;
  - Paço de D. Manuel I, Évora;
  - Castelo de Évora-monte, concelho de Estremoz;
  - Igreja Matriz de Viana do Alentejo;
  - Igreja Matriz do Torrão, Alcácer do Sal;
  - Ermida de Nossa Senhora das Salvas, Sines;
  - Igreja Matriz de Moura;
  - Igreja Matriz de Monchique, num das mais características variantes locais do estilo;
  - Igreja Matriz da Luz de Tavira - Tavira, Algarve;
  - Igreja Matriz de Odiáxere, bem característica do chamado Manuelino de Lagos;
  - Igreja da Misericórdia de Loulé;
- Nas Regiões Autónomas:
  - Sé do Funchal, no Funchal (Madeira);
  - Quinta das Cruzes, no Funchal (Madeira);
  - Igreja Matriz de Ponta Delgada (Açores);
  - Uma janela da Câmara Municipal da Ribeira Grande, São Miguel, Açores;
- O Estilo ainda se faz notar fora de Portugal, em antigas colónias e praças fortes:
  - Em Marrocos:
    - Cisterna Portuguesa e Igreja da Assunção de Mazagão (actual El-Jadida) (património da Humanidade da UNESCO);
    - antiga Catedral de Safim (actual Safi).

  - Em Cabo Verde:
    - Pelourinho e outros elementos da antiga Ribeira Grande (património da Humanidade da UNESCO).

  - Em Moçambique:
    - Capela de Nossa Senhora do Baluarte, na Ilha de Moçambique (património da Humanidade da UNESCO);
    - Palácio de São Paulo, na Ilha de Moçambique (património da Humanidade da UNESCO).

  - Na Índia:
    - Igreja do Priorado do Rosário, em Goa (património da Humanidade da UNESCO);
    - Igreja de São Francisco, em Goa (património da Humanidade da UNESCO);
    - Fortaleza de Diu.

  - No Omã:
    - partes da Fortaleza de al-Jalali, em Mascate;
    - Forte de Caçapo, na península de Moçandão.

  - No Irão:
    - cisternas da fortaleza da antiga Ormuz;
    - Fortaleza de Queixome.

  - Em Barém:
    - ruínas da capela do forte de Qala'at al-Bahrain.
- De uma forma mais esporádica, também aparece em partes do reino de Castela e em antigas colónias onde exerceram frades-arquitectos portugueses, como no caso do México:
  - no reino da Galiza:
    - Basílica de Santa Maria Maior

  - em Castela:
    - Igreja de Santa Maria Madalena e Paços do Concelho, em Olivença, cidade que foi território português até princípios do século XIX.(Actualmente o território é objecto de litígio entre Portugal e Espanha);
    - Igreja de Almonaster la Real;
    - Pelourinho de Ceclavín;
    - Palacete de Espriella, en Llanes;[carece de fontes?]
    - interior da Catedral de Las Palmas.[carece de fontes?]

  - No México:
    - Igreja da Conceição, en Texcoco.[carece de fontes?]